# 卡尔-海因茨·科贝尔
卡尔-海因茨·科贝尔（德語：Karl-Heinz Körbel'，1954年12月1日—）是一名德国足球教练及前足球员，现任法兰克福青年队主管。他在职业生涯中共代表法兰克福足球俱乐部上阵602场，创下德甲出场次数最多的纪录。